# Model Cournota
Model Cournota – najbardziej popularny model konkurencji niedoskonałej. Po raz pierwszy został zaproponowany w 1838 roku przez francuskiego ekonomistę Antoine’a Augustina Cournota. Zgodnie z założeniami modelu każde z przedsiębiorstw w oligopolu wybiera poziom swojej produkcji, dążąc do maksymalizacji zysku i przyjmując wielkość produkcji konkurentów za daną. Zakłada się również, że produkowane przez wszystkie firmy dobra są identyczne i mają jednakową cenę. Od modelu Bertranda różni się głównie tym, że firmy decydują nie o cenie, lecz zamiast tego o poziomie swojej produkcji.
W równowadze łączna wielkość produkcji jest większa niż w monopolu, lecz mniejsza niż w przypadku konkurencji doskonałej.

## Model formalny
W typowym modelu Cournota rozważa się oligopol, w którym konkuruje ze sobą {\displaystyle n} przedsiębiorstw, które ponumerowane są od {\displaystyle i=1} do {\displaystyle i=n.} Firma {\displaystyle i} wybiera ilość dobra {\displaystyle q_{i},} którą zamierza sprzedać. Aby wyprodukować wybraną ilość dobra {\displaystyle q_{i},} przedsiębiorstwo {\displaystyle i} musi ponieść koszt w wysokości {\displaystyle c_{i}(q_{i}).} Całkowita ilość wyprodukowanych dóbr {\displaystyle Q} jest równa sumie ilości dóbr wyprodukowanych przez każdą z firm, czyli {\displaystyle Q=q_{1}+\ldots +q_{n}.} W zależności od całkowitej ilości wyprodukowanych dóbr {\displaystyle Q} cena rynkowa dobra wyznaczona jest przez popyt {\displaystyle p(Q)} i jednakowa dla wszystkich firm.
Z opisu tego wynika, że zysk {\displaystyle \pi _{i}} każdej z firm wynosi:
{\displaystyle \pi _{i}=p(Q)q_{i}-c_{i}(q_{i})=p(q_{1}+\ldots +q_{n})q_{i}-c_{i}(q_{i}).}

### Równowaga
W równowadze, każda z firm maksymalizuje swój zysk {\displaystyle \pi _{i},} wybierając ilość dobra {\displaystyle q_{i},} którą zamierza sprzedać i traktując ilości wybrane przez pozostałe przedsiębiorstwa jako stałe. Zakładając, że optymalne {\displaystyle q_{i}>0,} warunek konieczny dla tego problemu można zapisać jako:
{\displaystyle {\frac {\partial \pi _{i}}{\partial q_{i}}}=p(Q)+p'(Q)q_{i}-c'_{i}(q_{i})=0.}
Równanie to można zapisać w nieco innej postaci jako
{\displaystyle {\frac {p(Q)-c'_{i}(q_{i})}{p(Q)}}=-{\frac {p'(Q)q_{i}}{p(Q)}}=-{\frac {Qp'(Q)}{p(Q)}}{\frac {q_{i}}{Q}}={\frac {s_{i}}{\epsilon }}.}
gdzie {\displaystyle \epsilon =-{\frac {Qp'(Q)}{p(Q)}}} to cenowa elastyczność popytu, zaś {\displaystyle s_{i}={\frac {q_{i}}{Q}}} to udział w rynku firmy {\displaystyle i.} Wyrażenie {\displaystyle {\frac {p(Q)-c'_{i}(q_{i})}{p(Q)}}} stojące po lewej stronie tego równania znane jest jako indeks Lernera. Co więcej, mnożąc każde z tych równań przez odpowiadający mu udział w rynku {\displaystyle s_{i}} oraz sumując wszystkie równania dla {\displaystyle i=1,\dots ,n,} pozwala wyrazić warunek konieczny równowagi jako
{\displaystyle \sum \limits _{i=1}^{n}{\frac {p(Q)-c'_{i}(q_{i})}{p(Q)}}s_{i}={\frac {1}{\epsilon }}\sum \limits _{i=1}^{n}s_{i}^{2}={\frac {HHI}{\epsilon }},}
gdzie {\displaystyle HHI=\sum \limits _{i=1}^{n}s_{i}^{2}} to indeks Herfindahla-Hirschmana.

### Interpretacja
Z powyższych równań wynika kilka wniosków. Im większy jest udział danej firmy w rynku {\displaystyle s_{i},} tym większą ma ona marżę ponad koszt produkcji {\displaystyle p(Q)-c'_{i}(q_{i}).} O małych firmach można myśleć, że są bardzo konkurencyjne, to znaczy cena jest bliska ich kosztowi krańcowemu.

## Literatura dodatkowa
- A. Cournot, Recherches sur les principes mathématiques de la théorie des richesses, Paris 1838.